# Вильнёв-д’Ольм
Вильнёв-д’Ольм (фр. Villeneuve-d'Olmes, окс. Vilanòva d'Òlmes) — коммуна во Франции, находится в регионе Окситания. Департамент коммуны — Арьеж. Входит в состав кантона Лавлане. Округ коммуны — Фуа.
Код INSEE коммуны — 09336.

## Население
Население коммуны на 2008 год составляло 1164 человека.
| 1962 | 1968 | 1975 | 1982 | 1990 | 1999 | 2008 |
| ---- | ---- | ---- | ---- | ---- | ---- | ---- |
| 903  | 911  | 1339 | 1816 | 1574 | 1292 | 1164 |

## Экономика
В 2007 году среди 736 человек в трудоспособном возрасте (15—64 лет) 470 были экономически активными, 266 — неактивными (показатель активности — 63,9 %, в 1999 году было 67,6 %). Из 470 активных работали 399 человек (226 мужчин и 173 женщины), безработных было 71 (34 мужчины и 37 женщин). Среди 266 неактивных 72 человека были учениками или студентами, 99 — пенсионерами, 95 были неактивными по другим причинам.